# Мера множества
Ме́ра мно́жества — числовая характеристика множества, интуитивно её можно понимать как массу множества при некотором распределении массы по пространству. Понятие меры множества возникло в теории функций вещественной переменной при развитии понятия интеграла.
Собственно, мера — это некоторая числовая функция, ставящая в соответствие каждому множеству (из некоторого семейства множеств) некоторое неотрицательное число. Кроме неотрицательности мера как функция должна также обладать свойством аддитивности — мера объединения непересекающихся множеств должна равняться сумме их мер. Не всякое множество измеримо — для каждой функции меры обычно подразумевается некоторое семейство множеств (называемых измеримыми по данной мере), для которых мера существует.
Частным случаем меры является мера Лебега для подмножеств {\displaystyle \mathbb {R} ^{n}}, обобщающая понятие объёма {\displaystyle (n=3)}, площади {\displaystyle (n=2)} или длины {\displaystyle (n=1)} на случай множеств, более общих, чем просто ограниченные гладкой поверхностью.

## Определения
Пусть задано множество {\displaystyle X} с некоторым выделенным классом подмножеств {\displaystyle {\mathcal {F}}}, предполагается, что данный класс подмножеств является иногда кольцом множеств или алгеброй множеств, в наиболее общем случае — полукольцом множеств.
Функция {\displaystyle \mu \colon {\mathcal {F}}\to [0,\;\infty ]} называется мерой (иногда объёмом), если она удовлетворяет следующим аксиомам:
1. {\displaystyle \mu (\varnothing )=0} — мера пустого множества равна нулю;
2. Для любых непересекающихся множеств {\displaystyle A,B\in {\mathcal {F}},} {\displaystyle A\cap B=\varnothing }
{\displaystyle \mu (A\cup B)=\mu (A)+\mu (B)} — мера объединения непересекающихся множеств равна сумме мер этих множеств (аддитивность, конечная аддитивность).

Первая аксиома является удобной, но в некотором смысле избыточной: достаточно предположить, что существует хотя бы одно множество с конечной мерой, из чего будет следовать, что мера пустого множества будет равна нулю (в противном случае добавление к любому множеству конечной меры пустого множества изменило бы меру, несмотря на то, что множество не изменилось).
Непосредственно из второй аксиомы (в случае кольца множеств) следует, что мера объединения любого конечного числа непересекающихся множеств равна сумме мер этих множеств:
{\displaystyle \mu \left(\bigcup \limits _{i=1}^{n}A_{i}\right)=\sum \limits _{i=1}^{n}\mu (A_{i})}.
В случае определения над полукольцом множеств, данное свойство конечной аддитивности обычно принимается вместо второй аксиомы, так как из попарной аддитивности конечная аддитивность в общем случае не следует.

### Счётно-аддитивная мера
Из (конечной) аддитивности меры в общем случае не следует, что аналогичное свойство выполнено и для счётного объединения непересекающихся множеств. Выделяют специальный важный класс мер, называемых счётно-аддитивными мерами.
Пусть задано множество {\displaystyle X} с выделенной {\displaystyle \sigma }-алгеброй {\displaystyle {\mathcal {F}}}.
Функция {\displaystyle \mu \colon {\mathcal {F}}\to [0,\;\infty ]} называется счётно-аддитивной (или {\displaystyle \sigma }-аддитивной) мерой, если она удовлетворяет следующим аксиомам:
1. {\displaystyle \mu (\varnothing )=0.}
2. ({\displaystyle \sigma }-аддитивность) Если {\displaystyle \{E_{n}\}_{n=1}^{\infty }\subset {\mathcal {F}}} — счётное семейство попарно непересекающихся множеств из {\displaystyle {\mathcal {F}}}, то есть {\displaystyle E_{i}\cap E_{j}=\varnothing ,\;i\neq j}, то:

{\displaystyle \mu \left(\bigcup \limits _{n=1}^{\infty }E_{n}\right)=\sum \limits _{n=1}^{\infty }\mu (E_{n})}.

### Замечания
- Если обратное не указано явно, то обычно подразумевается счётно-аддитивная мера.
- Очевидно, любая счётно-аддитивная мера является конечно-аддитивной, но не наоборот.
- Если мера всего пространства конечна, то есть {\displaystyle \mu (X)<\infty }, то такая мера сама по себе называется конечной. В противном случае мера бесконечна.

- Обычно измеримые относительно заданной меры множества составляют собственный подкласс в классе всех подмножеств пространства {\displaystyle X}. И, хотя существует несколько общих схем, позволяющих продолжать меры на бо́льшие классы измеримых множеств, иногда продолжение меры возможно лишь ценой утраты уникальных свойств исходной меры. Например, мера Лебега в конечномерных евклидовых пространствах является инвариантной относительно движений этого пространства. Всякое продолжение меры Лебега на класс всех подмножеств евклидова пространства уже не может быть инвариантным даже относительно одних только сдвигов (смотри пример неизмеримого множества). Так что с практической точки зрения такие продолжения теряют всякую ценность.

- На прямой и двумерной плоскости существует бесконечное число расширений лебеговой меры с Борелевской {\displaystyle \sigma }-алгебры на множество всех ограниченных подмножеств, сохраняющее конечную аддитивность меры и такую, что конгруэнтные множества имеют равную меру. Начиная с размерности 3 этого сделать невозможно.

## Связанные определения
- Тройка {\displaystyle (X,\;{\mathcal {F}},\;\mu )} называется пространством с мерой, если {\displaystyle (X,\;{\mathcal {F}})} есть измеримое пространство, а {\displaystyle \mu \colon {\mathcal {F}}\to \mathbb {R} } — определённая на нём мера.
- Если {\displaystyle \mu } является вероятностной мерой, то такое пространство с мерой называется вероятностным пространством.
- Носитель меры ― наименьшее замкнутое множество, на котором сосредоточена мера. Носитель меры {\displaystyle \mu } обычно обозначается {\displaystyle \operatorname {supp} (\mu )}. Точнее говоря, {\displaystyle \operatorname {supp} (\mu )} это дополнение к наибольшему открытому множеству {\displaystyle \Omega } такого, что {\displaystyle \mu (\Omega )=0}.

## Свойства
Из определения следует, что мера обладает как минимум следующими свойствами (предполагается, что мера задана как минимум на полукольце множеств):
- Мера пустого множества равна нулю
{\displaystyle \mu (\varnothing )=0}
  - Это свойство либо предполагается в определении меры в качестве аксиомы, либо предполагается, что существует хотя бы одно множество, мера которого конечна. Непосредственно из этого и следует, что мера пустого множества должна быть равна нулю (иначе добавление пустого множества к множеству конечной меры увеличит меру этого множества, хотя множество при этом не изменится). Случай бесконечности меры всех множеств не представляет никакого интереса и практического смысла. Поэтому наличие множеств конечной меры подразумевается изначально.
  - Из равенства меры множества нулю в общем случае не следует, что это множество пусто. Принято говорить о множествах меры ноль.

- Монотонность — мера подмножества не больше меры самого множества
{\displaystyle A\subseteq B\Rightarrow \mu (A)\leqslant \mu (B)}

Это интуитивно понятное свойство — чем «меньше» множество, тем меньше его «размер».
- Мера разности вложенных множеств равна разности мер этих множеств
{\displaystyle A\subseteq B\Rightarrow \mu (B\backslash A)=\mu (B)-\mu (A)}

- Мера объединения двух произвольных множеств равна сумме мер этих множеств минус мера их пересечения (если последняя определена):
{\displaystyle \mu (A\cup B)=\mu (A)+\mu (B)-\mu (A\cap B)} (формула включений-исключений)

### Свойства счётно-аддитивных мер
Счётно-аддитивные меры, в дополнение к указанным, обладают также следующими свойствами.
- Непрерывность: мера предела бесконечной последовательности вложенных множеств равна пределу последовательности мер этих множеств:
{\displaystyle A_{1}\supseteq A_{2}\supseteq A_{3}...\supseteq A=\bigcap _{n=1}^{\infty }A_{n}\Rightarrow \lim _{n\rightarrow \infty }\mu (A_{n})=\mu (A)}
  - Здесь предполагается, что мера первого множества конечна.
- Также имеет место данное свойство для «обратной» последовательности множеств
{\displaystyle A_{1}\subseteq A_{2}\subseteq A_{3}...\subseteq A=\bigcup _{n=1}^{\infty }A_{n}\Rightarrow \lim _{n\rightarrow \infty }\mu (A_{n})=\mu (A)}

- Счётная монотонность означает, что мера подмножества счётного объединения множеств не больше суммы мер этих множеств:
{\displaystyle A\subseteq \bigcup _{i=1}^{\infty }A_{i}\Rightarrow \mu (A)\leqslant \sum _{i=1}^{\infty }\mu (A_{i})}

## Примеры
- Мера Жордана — пример конечно-аддитивной меры.
- Мера Лебега — пример счётно-аддитивной меры.
- Вероятность — пример конечной меры.
- Мера Хаусдорфа
- Мера Бореля
- Мера Хаара
- Ультрафильтр может быть определён как конечно-аддитивная мера со значениями в множестве из двух элементов {\displaystyle \{0,1\}}

## Продолжение мер
Определять меру в явном виде на каждом множестве из соответствующей сигма-алгебры (кольца или алгебры) множеств зачастую сложно и не нужно, поскольку меру достаточно определить на каком-нибудь классе измеримых множеств, а затем с помощью стандартных процедур (и при известных условиях) продолжить на кольцо, алгебру или сигма-алгебру множеств, порождённые этим классом.

### Продолжение с полукольца
Класс измеримых множеств по своей структуре должен быть кольцом множеств (если мера аддитивна) или сигма-алгеброй множеств (если мера счётно-аддитивна), однако для задания меры, в обоих случаях её достаточно определить на полукольце множеств — тогда мера единственным образом может быть продолжена на минимальное кольцо (минимальную сигма-алгебру) множеств, содержащее исходное полукольцо.
Пусть начальный класс измеримых множеств {\displaystyle {\mathcal {F}}_{0}} имеет структуру полукольца: содержит пустое множество и для любых множеств A и B из {\displaystyle {\mathcal {F}}_{0}} их разность допускает конечное разбиение на измеримые множества из {\displaystyle {\mathcal {F}}_{0}}, то есть найдётся конечный набор непересекающихся множеств {\displaystyle C_{1},C_{2},...,C_{n}} из {\displaystyle {\mathcal {F}}_{0}}, таких что
{\displaystyle A\setminus B=C_{1}\cup C_{2}\cup \dots \cup C_{n}}.
Пусть {\displaystyle {\mathcal {F}}} означает класс всех подмножеств рассматриваемого пространства, допускающих конечное разбиение на множества из {\displaystyle {\mathcal {F}}_{0}}. Класс {\displaystyle {\mathcal {F}}} замкнут относительно операций разности, пересечения и объединения множеств, и таким образом, является кольцом множеств, содержащим {\displaystyle {\mathcal {F}}_{0}} (причём, очевидно, минимальным). Всякая аддитивная функция {\displaystyle \mu } на {\displaystyle {\mathcal {F}}_{0}} однозначно продолжается до аддитивной функции на {\displaystyle {\mathcal {F}}}, тогда и только тогда, когда её значения согласованы на {\displaystyle {\mathcal {F}}_{0}}. Это требование означает, что для любых наборов непересекающихся множеств {\displaystyle A_{1},A_{2},...,A_{n}} и {\displaystyle B_{1},B_{2},...,B_{m}} из {\displaystyle {\mathcal {F}}_{0}}, если совпадает их объединение, то должна совпадать и сумма их мер:
Если {\displaystyle \bigcup \limits _{i=1}^{n}A_{i}=\bigcup \limits _{j=1}^{m}B_{j}}, то {\displaystyle \sum \limits _{i=1}^{n}\mu (A_{i})=\sum \limits _{j=1}^{m}\mu (B_{j})}.

### Пример
Пусть {\displaystyle {\mathcal {F}}_{1}} и {\displaystyle {\mathcal {F}}_{2}} — классы измеримых множеств на пространствах {\displaystyle X_{1}} и {\displaystyle X_{2}}, имеющие структуру полукольца. Множества вида {\displaystyle A\times B}, где {\displaystyle A\in {\mathcal {F}}_{1}}, {\displaystyle B\in {\mathcal {F}}_{2}} образуют полукольцо {\displaystyle {\mathcal {F}}} множеств на пространстве {\displaystyle X=X_{1}\times X_{2}}.
Если на {\displaystyle {\mathcal {F}}_{1}} и {\displaystyle {\mathcal {F}}_{2}} заданы меры {\displaystyle \mu _{1}} и {\displaystyle \mu _{2}}, то на {\displaystyle {\mathcal {F}}} определена аддитивная функция {\displaystyle \mu (A\times B)=\mu _{1}(A)\mu _{2}(B)}, удовлетворяющая требованию согласованности. Её продолжение на минимальное кольцо, содержащее {\displaystyle {\mathcal {F}}}, называется прямым произведением мер {\displaystyle \mu _{1}} и {\displaystyle \mu _{2}} и обозначается {\displaystyle \mu =\mu _{1}\otimes \mu _{2}}. Если исходные меры были сигма-аддитивны на своих областях определения, то и мера {\displaystyle \mu } будет сигма-аддитивной. Эта мера используется в теории кратных интегралов (смотри Теорема Фубини).

## Вариации и обобщения
Один из вариантов обобщения понятия — заряд, который может принимать отрицательные значения
Иногда меру рассматривают как произвольную конечно-аддитивную функцию с областью значений в абелевой полугруппе: для счётно-аддитивной меры естественная область значений — топологическая абелева полугруппа (топология нужна для того, чтобы можно было говорить о сходимости ряда из мер счётного числа измеримых частей, на которые в определении счётной аддитивности разбивается измеримое множество). Примером нечисловой меры является мера со значениями в линейном пространстве, в частности, проекторонозначная мера, участвующая в геометрической формулировке спектральной теоремы.